# 福田宏 (工学者)
福田 宏（ふくだ ひろし、1961年 - ）は、日本の工学者（色彩情報処理・三体問題・離散幾何学）、プログラマ。学位は工学博士（筑波大学・1989年）。北里大学一般教育部教授・大学院医療系研究科教授。

## 来歴

### 生い立ち
1961年に東京都新宿区にて生まれた。電気通信大学に進学し、電気通信学部物理工学科にて学んだ。1984年に大学を卒業すると、筑波大学の大学院に進学した。工学研究科物理工学専攻にて研究を進め、1989年に博士課程を修了した。このとき、工学博士の学位を取得した。
学位論文の名は「低エネルギーイオン・原子衝突の理論的研究」。
大学院修了後、科学技術庁の基礎科学特別研究員として、理化学研究所にて勤務する。

### 研究者として
1991年、静岡県立大学に採用され、経営情報学部経営情報学科の助手として着任した。以来、同学科にて講師、助教授、准教授を務めた。また、静岡県立大学大学院では、経営情報学研究科経営情報学専攻の講師、助教授、准教授も兼務した。2008年、北里大学に転じ、一般教育部基礎教育センターの准教授に就任した。また、翌年より、同大学の大学院にて医療系研究科医療工学群の准教授を兼務している。

## 研究

福田による準天頂衛星の傾斜角45度、離心率0.1の軌道のムービー

専門は物理工学や情報工学であり、色彩情報処理、三体問題、離散幾何学といった分野を研究している。だが、自身の研究について「計算機を道具として工学・理学]諸問題に取り組んでいきたい」と述べるなど、工学から理学にかけて広い範囲をターゲットとしており、著書も情報工学関連だけにとどまらず理学や数学関連の書籍も上梓している。
具体的には色彩、図形、画像などの情報処理を研究しており、色彩情報処理については色覚のシミュレーションや特性の測定といった研究に従事している。色覚に関する検査方法やシステムにおいて、複数件の特許を有する。図形情報処理については、タイリング、アイソヘドラル、再帰曲線、ゴスパー曲線などが主たるテーマとしている。画像情報処理については、リモートセンシングの研究に取り組んでおり、村上篤司、植松正吾、勝矢光昭らとともに「静岡リモートセンシンググループ」に参画し、地球観測衛星からのデータに対して多次元画像処理や統計処理を施すことで、他の研究に資することを目指した。
また、多体問題の中でも三体問題の数理を研究している。日本の準天頂衛星システム計画をはじめ準天頂衛星で用いられる8の字軌道についての研究や、コレオグラフィーについての研究を行っている。
また、ソフトウェア作家としての顔も持ち、自作のソフトウェアの一部はベクターのウェブサイトにて公開している。

## 略歴
- 1961年 - 東京都新宿区にて誕生。
- 1984年 - 電気通信大学電気通信学部卒業。
- 1989年 - 筑波大学大学院工学研究科博士課程修了。
- 1991年 - 静岡県立大学経営情報学部助手。
- 1994年 - 静岡県立大学経営情報学部講師。
- 1999年 - 静岡県立大学経営情報学部助教授。
- 2007年 - 静岡県立大学経営情報学部准教授。
- 2008年 - 北里大学一般教育部准教授。
- 2009年 - 北里大学大学院医療系研究科准教授。
- 2019年 - 北里大学一般教育部教授，北里大学大学院医療系研究科教授。

## 賞歴
- 2005年 - 毎日出版文化賞企画部門。
- 2016年 - 情報処理学会論文賞。

## 著作

### 共著
- 青山英男・小島茂編著『情報社会と経営』文眞堂、1997年。ISBN 9784830942624
- 静岡県立大学経営情報研究会編『Windows98で学ぶ情報リテラシ』開成出版、1998年。ISBN 9784876031924
- 湯瀬裕昭・渡部和雄編著、鈴木直義ほか著『ネットワーク社会の情報リテラシ――Windows XP、Office XPからインターネット、Linuxまで』共立出版、2002年。ISBN 9784320120471
- 形の科学会編集『形の科学百科事典』朝倉書店、2004年。ISBN 9784254101706
- 秋吉一成・辻井薫監修、奥直人・久保井亮一・宝谷紘一編『リポソーム応用の新展開――人工細胞の開発に向けて』エヌ・ティー・エス、2005年。ISBN 9784860430856
- 湯瀬裕昭・渡部和雄編著、鈴木直義ほか著『大学必修情報リテラシ――Windows Vista、Office 2007、Active!mail対応』共立出版、2009年。ISBN 9784320122284
- 伊藤大雄・宇野裕之編著『離散数学のすすめ』現代数学社、2010年。ISBN 9784768704127
- 『エッシャーの絵から結晶構造へ』中村義作との共著 バウンダリー叢書、2013年4月。

### 翻訳
- Robert M. Besançon編『物理学大百科』朝倉書店、1989年。ISBN 9784254130416
- 小川泰ほか監訳『形とシンメトリーの饗宴』森北出版、2003年。ISBN 9784627081215